# Lille Buddha
Lille Buddha är en brittisk-fransk film som gjordes 1994 av den italienske regissören Bernardo Bertolucci med musik av den japanske kompositören Ryuichi Sakamoto. Filmen handlar om hur en buddhistisk munk letar efter reinkarnationen av sin döda lärare, Lama Dorje.

## Handling
Den buddhistiske munken och läraren, Lama Norbu har länge letat efter reinkarnationen av sin döda lärare, Lama Dorje. Han får ett meddelande att en nioårig pojke, Jesse har starka bevis på att kunna vara Lama Norbus återfödda lärare. Lamma Norbu reser från Asien till USA, Seattle där han chockerar Jesses föräldrar med nyheten. Jesse själv är väldigt nyfiken på deras religion. Jesses föräldrar blir efter ett tag mer positiva till vad Jesse kan ha för betydelse för munkarna. Men samtidigt finns det i Indien en pojke och en flicka i samma ålder som Jesse som har starka bevis att vara reinkarnationen. Jesse följer med på en lång resa med sin pappa och ett par buddhistiska munkar till Indien för att hämta upp de två barnen Raju och Gita. På resan får de historien om Buddha och buddhismens uppkomst. Från Indien åker de till Bhutan där de ska bevisa vem av dem som är Lama Dorjes reinkarnation.

## Rollista (i urval)
| Keanu Reeves         | – Buddha       |
| Ruocheng Ying        | – Lama Norbu   |
| Chris Isaak          | – Dean Conrad  |
| Bridget Fonda        | – Lisa Conrad  |
| Alex Wiesendanger    | – Jesse Conrad |
| Raju Lal             | – Raju         |
| Greishma Makar Singh | – Gita         |
| Sogyal Rinpoche      | – Kenpo Tenzin |